# Alfred Kihlman
Alfred Kihlman, född 13 maj 1825 i Vasa, död 19 juli 1904 i Helsingfors, var en finländsk skolman, teolog och affärsman. Han var farfar till Erik Kihlman.
Alfred Kihlman var överlärare i religion vid Svenska normallyceum i Helsingfors 1866–97 och rektor där 1871–95. Kihlman var även verksam som politiker och intog en ledande ställning inom några av Finlands största affärsföretag, bland annat Tammerfors linne- och jernmanufaktur AB.
Alfred Kihlman var den första finländare gjorde sig förtrogen med Johann Tobias Becks bibliska teologi, vilken han förmedlade till sina vänner i Finland.

## Biografi
Kihlman var son till Anders Gustaf Kihlman och Sofia Sinius. Han gifte sig med Angelica Fabritius år 1846, som avled fem år senare, och med Hilda Augusta Vilhelmina Forssell år 1858. Släkten härstammade från Dalarna och hade flyttat till Vasa. Fadern var kaplan i Vasa och blev senare kyrkoherde i Kronoby.
Efter första hustruns död begav han sig år 1851 på en rekreations- och studieresa till södra Tyskland och Tübingen, där han kom i kontakt med Johann Tobias Beck. Han kom att förorda användning av Bibeln i skolundervisningen, istället för katekesen. Han var kritisk till kyrkans lära om dopet, vilket ledde till en livlig diskussion.
Sedan Kihlman kommit tillbaka från sin studieresa var han under en tid privatsekreterare åt ärkebiskopen Edvard Bergenheim. Han blev senare lärare i tyska vid Vasa gymnasium och undervisade även i religion. Han disputerade år 1866 med en avhandling om barndop och blev därefter överlärare i religion vid Svenska normallyceum i Helsingfors, en tjänst han innehade till år 1897. Han valdes till skolans prorektor år 1868 och blev rektor år 1871, vilket han var fram till år 1895. Sedan han lämnat tjänsten som överlärare i religion fick han professors titel och värdighet.
Kihlman representerade Borgå stifts skollärare i lantdagen 1872–1897 och engagerade sig framför allt i ekonomi- och skolfrågor, liksom att han var aktiv i kampen för finskspråkiga skolor och kultursträvanden.
Kihlman blev aktieägare i Tammerfors linne- och jernmanufaktur AB, sedermera Tampella, år 1861, blev 1866 styrelseordförande och i praktiken verkställande direktör i bolaget och kom att från Helsingfors leda företaget, vid sidan om sitt skolarbete, fram till år 1903.
Under åren 1867–1879 var han suppleant och medlem i den nygrundade Föreningsbankens utskott. Han blev invald i förvaltningsrådet för banken Kansallis-Osake-Pankki och var under åren 1893–1902 ordförande i förvaltningsrådet. 
Alfred Kihlman var far till Lorenzo Kihlman och Oswald Kairamo, farfar till Bertel Kihlman och farfarsfar till Christer Kihlman och Kari Kairamo.